# 1988 în jocuri video
Acest articol prezintă evenimente importante legate de jocuri video din anul 1988. Vezi și istoria jocurilor video.

## Evenimente
În 1988, au apărut mai multe sequel-uri și prequel-uri în jocurile video, cum ar fi  Dragon Quest III, Super Contra, Super Mario Bros 2, Mega Man 2, Double Dragon II: The Revenge și Super Mario Bros 3, împreună cu titluri noi precum Assault, Altered Beast, Capcom Bowling, Ninja Gaiden, RoboCop, Winning Run și Chase H.Q.
Jocurile arcade cu cele mai mari încasări ale anului au fost After Burner și After Burner II în Japonia, Double Dragon în Statele Unite, Operation Wolf în Regatul Unit și RoboCop în Hong Kong. Cel mai bine vândut sistem de acasă al anului a fost Nintendo Entertainment System (Famicom) pentru al cincilea an la rând, în timp ce cele mai bine vândute jocuri video pentru acasă ale anului au fost Dragon Quest III în Japonia și Super Mario Bros./Duck Hunt în Statele Unite.

### Lansări importante
- Advanced Dungeons & Dragons: Heroes of the Lance
- Might and Magic II: Gates to Another World
- Pool of Radiance
- Grand Prix Circuit
- JetFighter: The Adventure

### Reviste
În 1988, au apărut 12 numere (pentru prima dată) lunare ale revistei Computer Gaming World.